# Кристер, Вильгельм
Вильге́льм Го́тлиб (Васи́лий Го́тлибович) Кри́стер (15 января 1815, Райхенбах-им-Фогтланд, Королевство Саксония — 4 [16] августа 1890, Киев) — садовод и предприниматель, основатель садоводческой фирмы и агрошколы в Киеве. В советское время В. Кристер и его фирма были малоизвестны, теперь же киевоведы утверждают, что именно благодаря деятельности питомника и школы Кристера Киев к XX веку приобрёл репутацию одного из самых озеленённых городов мира.

## Биография
В. Г. Кристер родился в южной Саксонии в 1815 году, получил специальность ткача. В 1838 году князь Радзивилл пригласил его как опытного специалиста для работы на суконной фабрике в местечке Хабное (ныне Полесское) Киевской губернии. Фабрика Радзивилла производила до 3000 штук сукна в год, которое продавалось по цене от 1,5 до 4,5 рублей за аршин. Мастерами здесь работали 7 иностранцев, в том числе В. Кристер. Заработок мастера был достаточно высоким — около 6500 рублей в год.
Увлечением Кристера было садоводство, и проработав на фабрике около 10 лет он накопил сбережения и смог реализовать свою давнюю мечту. В 1848 году он купил у князя Эстергази участок площадью 38 десятин (около 40 га) на Приорке (в то время — предместье Киева), а затем и переехал на это место.
В 1850 году основал фирму «Садоводство и семенное хозяйство „В. Кристер“», которая стала впоследствии знаменитым питомником, поставлявшим саженцы плодовых и декоративных растений не только частным садоводам, но и для благоустройства парковых зон в Киеве. Позже на базе этого хозяйства была открыта агрошкола, выпускники которой работали садовниками по всей Украине. В хозяйстве имелись также виноградники, огороды, молочная ферма, пасека и рыборазводные пруды.
Сады и фермы Кристера постепенно превратили Приорку в центр образцового сельского хозяйства. Ранее здесь обработка земли велась примитивными способами, местные жители использовали посадочный материал низкой сортности. Садовод-любитель Вильгельм Кристер сумел наладить высокоэффективное разведение различных культур, подбирая сорта, наиболее подходящие для местного климата. Семена и саженцы продавались местным жителям по доступным ценам. Доступ к хозяйству был открыт для всех желающих, и к Кристеру часто приходили за консультациями. В 1870 году он издал популярную брошюру «Хозяйственный садовник, или Краткое наставление для посева семян известнейших огородных и цветочных растений и дальнейшего за ними ухода, применяясь к здешнему климату и почве, — для ознакомления покупателей с делом садоводства». В ней Кристер подробно рассказал о своих, фактически эксклюзивных для того времени, наблюдениях и приёмах работы.
Умер В. Г. Кристер в 1890 году и был похоронен на территории своей школы. Могила сохранилась, но находится в заброшенном состоянии, с неё украдено мраморное надгробие.

## Семья и потомки

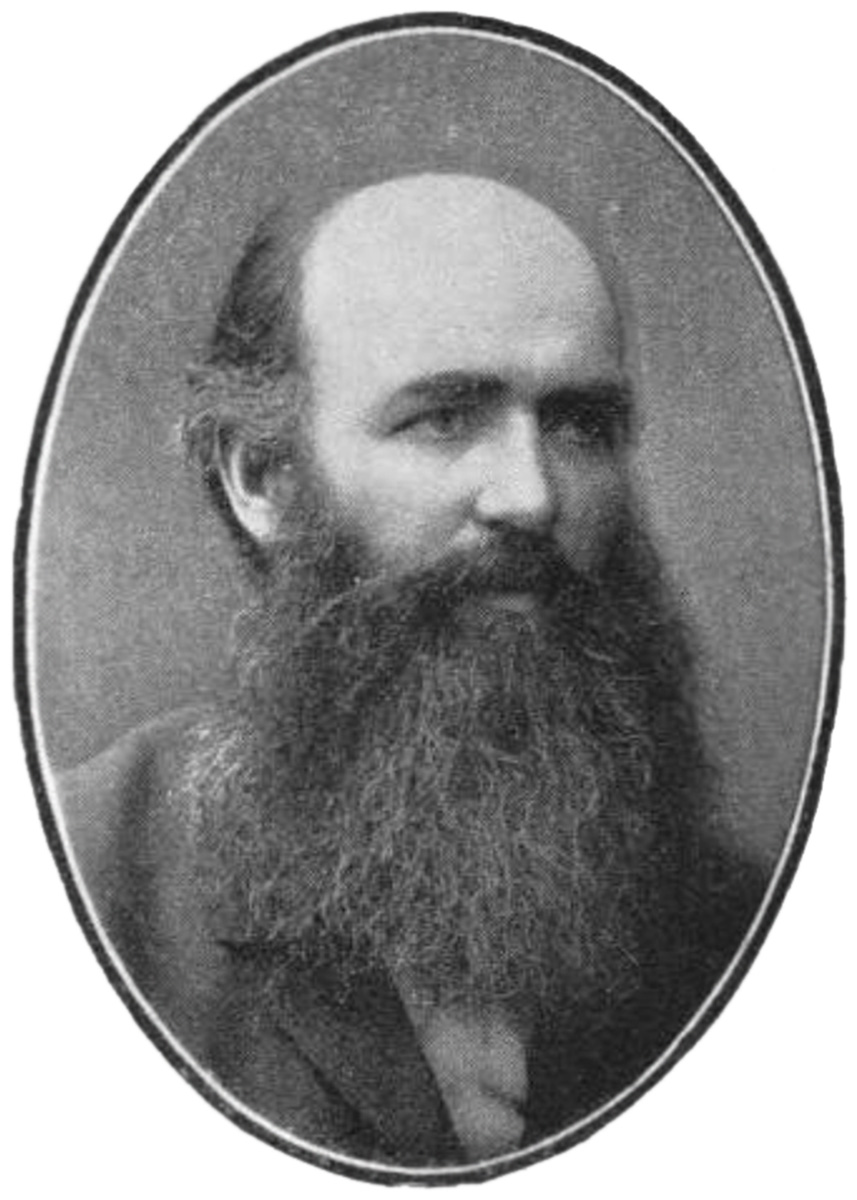
Юлиус Кристер, 1897 год

У В. Кристера была супруга Мария и шестеро детей, три сына и три дочери — Юлиус, Эдмунд, Эдвард, Матильда, Эмма и Лаура. Хорошо известны два его сына — Юлиус (1848, Хабное — 2 (15) декабря 1916, Киев) и Эдмунд (?—1892), которые продолжили дело своего отца и открыли на Крещатике садоводческие магазины. Эдмунд (средний сын) основал собственное хозяйство на Куренёвке, но вскоре скончался и его доля наследства перешла к вдове Оттонии Анне-Екатерине.
Старший сын Карл Юлиус (Юлий Васильевич) был женат на жительнице Приорки Пелагее Гусьевой, у них было семеро детей — Василий, Ольга, Владимир, Евгений, Вера, Лидия и Надежда. Он считал себя сыном славянской земли, личной трагедией для него стала война с Германией, родиной отца. Его сын Евгений ушёл добровольцем на войну и погиб, дочери во время войны работали в киевском госпитале. Василий в советское время репрессирован.
Правнук Юлиуса Кристера С. В. Вандаловский (род. 7 декабря 1961) — художник-иконописец, член Национального союза художников Украины, работает в мастерских Киево-Печерской лавры.

## Остатки усадьбы Кристеров
На месте Бывшего садового хозяйства длительное время находились теплицы цветоводства, затем оно было частично застроено жилыми массивами, незастроенная территория известна как урочище Горка Кристера. Здесь, рядом с могилой Вильгельма Кристера находится и могила Юлиуса, также в заброшенном состоянии. Могила Эдмунда Кристера сохранилась лучше, так как он был похоронен на лютеранском участке Байкова кладбища. Часть урочища представляла собой заброшенный парк, который был восстановлен и открыт для посетителей в 2009 году под названием «Кристерова горка».
Двухэтажный деревянный дом Кристеров, являющийся памятником архитектуры, построен в 1880 году. Дом был расположен на территории Института пищевой химии и технологии НАН Украины. Ранее здесь располагался филиал Института хлора, который использовал особняк в качестве химического склада, а ещё прежде в доме были аудитории техникума резиновой промышленности. В 1990-х — 2000-х годах строение находилось в аварийном состоянии, реставрация была уже невозможна. В декабре 2011 года особняк Кристеров был разобран, резные детали сохранены, планируется восстановление памятника по архивному плану.
В парке, а также возле дома Кристеров известны деревья, посаженные Вильгельмом Готлибом около 1850 года.